# История Балановских церквей
Чудо-михайловский храм — подконтрольный УПЦ храм в селе Балановка Гайсинского района Винницкой области. Это каменная церковь, важный памятник архитектуры местного значения, построенная в 1729 году. Настоятель храма — протоиерей Сопига Петр Васильевич.
| Церковь в честь Архистратига Михаила             | Церковь в честь Архистратига Михаила                  |
| ------------------------------------------------ | ----------------------------------------------------- |
| Церковь в честь Архистратига Михаила (Балановка) |                                                       |
|                                                  |                                                       |
| Тип постройки                                    | церковь                                               |
| Расположение                                     | Украина, Балановка                                    |
| Начало строительства                             |                                                       |
| Конец строительства                              | 1729                                                  |
| Стиль                                            | русский стиль                                         |
| Принадлежность                                   | УПЦ МП                                                |
| Епархия                                          | Тульчинская епархия УПЦ (МП)                          |
| Состояние                                        | Памятник архитектуры местного значения Украины (47-М) |
| Адрес                                            | с. Балановка, Ул. Леси Украинки 37                    |

### История

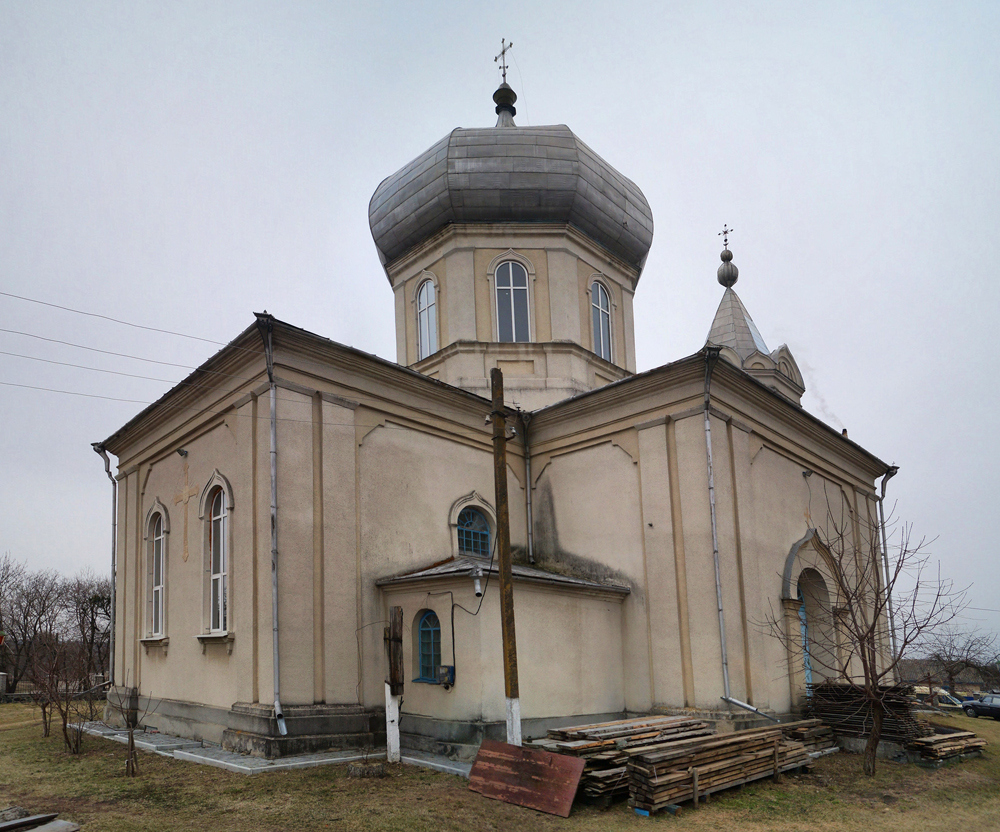

Со времен существования села в Балановке было несколько церквей. Одной из первых церквей является деревянная Николаевская церковь, построенная в 1733 году. Она стоит на месте бывшего помещичьего сада. Среди священников Балановской церкви хорошо известен Кирилл Тутевич, который в 1795 году перешел от унии к православию со всем приходом.
После разрушения церкви в 1810 году в честь Николая Чудотворца началось строительство новой церкви, освященной в 1823 году с разрешения владыки Преосвященного Ксенофонта. Кирпичная церковь находится в центре села. Если смотреть сверху, он покрыт железными листами и окрашена медянкой. Колокольня, тоже кирпичная, находится в нескольких шагах от церкви с западной стороны и была построена в 1833 году.
Для того чтобы помещик Сабанский построил эту церковь, он пообещал приходскому руководству построить ещё две кирпичные церкви в других своих селах (Демидовцах и Павловцах Ольгопольского уезда). Церковь и колокольня построены в византийском архитектурном стиле. Церковь имеет два купола, один выше притвора, а другой выше алтарной части храма, высотой 15 саджан. Ширина центральной части храма 4 сажени, а длина храма с жертвенником и притвором 11 саженей. В Балановке пять колоколен, первая весит 40 пудов 32 фунта, вторая весит 5 пудов 1 фунт, третья весит 1 пуд 26 фунтов, четвёртая весит 1 пуд 8 фунтов, пятая весит 39 фунтов Вместе колокольни весят 49 и 26 фунтов. Они были вылиты на Немировском заводе.
Внутренней красотой храма является престол Святителя Николая Чудотворца, обставленный в установленном порядке. Столярный запрестольный образ с изображением Царя Славы в различных позолоченных рамах. На престоле деревянная икона Спасителя. Справа шкаф для савана (красный бархат) и полей. Четырёхъярусная деревянная иноконстас осталась от предыдущей церкви, древняя резьба с расписными иконами в эллинистическом стиле. В 1837 году иконостас был переделан в соответствии с оборудованием церкви, украшен росписью и позолотой. На первом уровне иконной стены икона изображает Спасителя и Богородицу с первенцем. Справа от иконописца — отец Николай и владыка Иоанн Креститель, а слева от иконописца — инок Онуфрий и великомученица Варвара. На другом уровне: «Тайная вечеря» и все святые монахи в виде небольших изображений. На третьем ярусе икон: Спаситель в образе архиепископа в окружении портретов святых апостолов Василия Великого и Иоанна Златоуста. Четвёртый слой изображает иконы Бога Отца и двадцати пророков. Также на стенах висят иконы красивых картин в позолоченных рамах. Это Спаситель, Богоматерь, Святитель Митрофан Воронежский, преподобный Сергий, святая Мироносица Мария Магдалина, святой первомученик Стефан и четыре евангелиста. Вся внутренняя часть церкви в том же 1837 году искусно раскрашена алреско.
Внутри церкви находятся 4 Евангелия Московской печати, самый старый — 1751 г., 5 крестов рукотворных, из них 2 посеребренных, 2 кипарисовых ручной резьбы и 1 пурпурно-белый, 1 гробница, 2 чаши медные золоченые, 2, паникадило серебряное большое, кадильницы 3, кадила 12, лампада 1, подсвечников 6, пригодных для использования риз 5, подрясников 5, пояса 3, креста наружного 2, знамени 6 поясных. Книги по этикету есть во всех московских и киевских издательствах. В церковной библиотеке хранятся 22 гражданских проповеди, 17 Библий, 12 книг житий святых и журнал христианского чтения за 1859—1861 гг.
Первым священником был Григорий Тутевич, вторым — его сын Кирилл Тутевич, тоже в униате, принявший православие в 1795 году вместе со всеми жителями; третьим священником был Фома Новинский, с 1833 года — Лука Стрельбицкий. Григорий Терентьевич Ошовский (1921—2000), служивший некоторое время в Балановке, описал историю Балановки на основе церковных записей и воспоминаний своих предшественников. Долгое время в церкви служила семья Карпецов Василия Мифодиевича и его сына Степана Васильевича.

### Современность
Сегодня настоятелем храма является Сопига Петр Васильевич.
В 2012 году произошла передача официальных документов о его переходе из государственной собственности в собственность УПЦ.